# St. Georg (Rammingen)

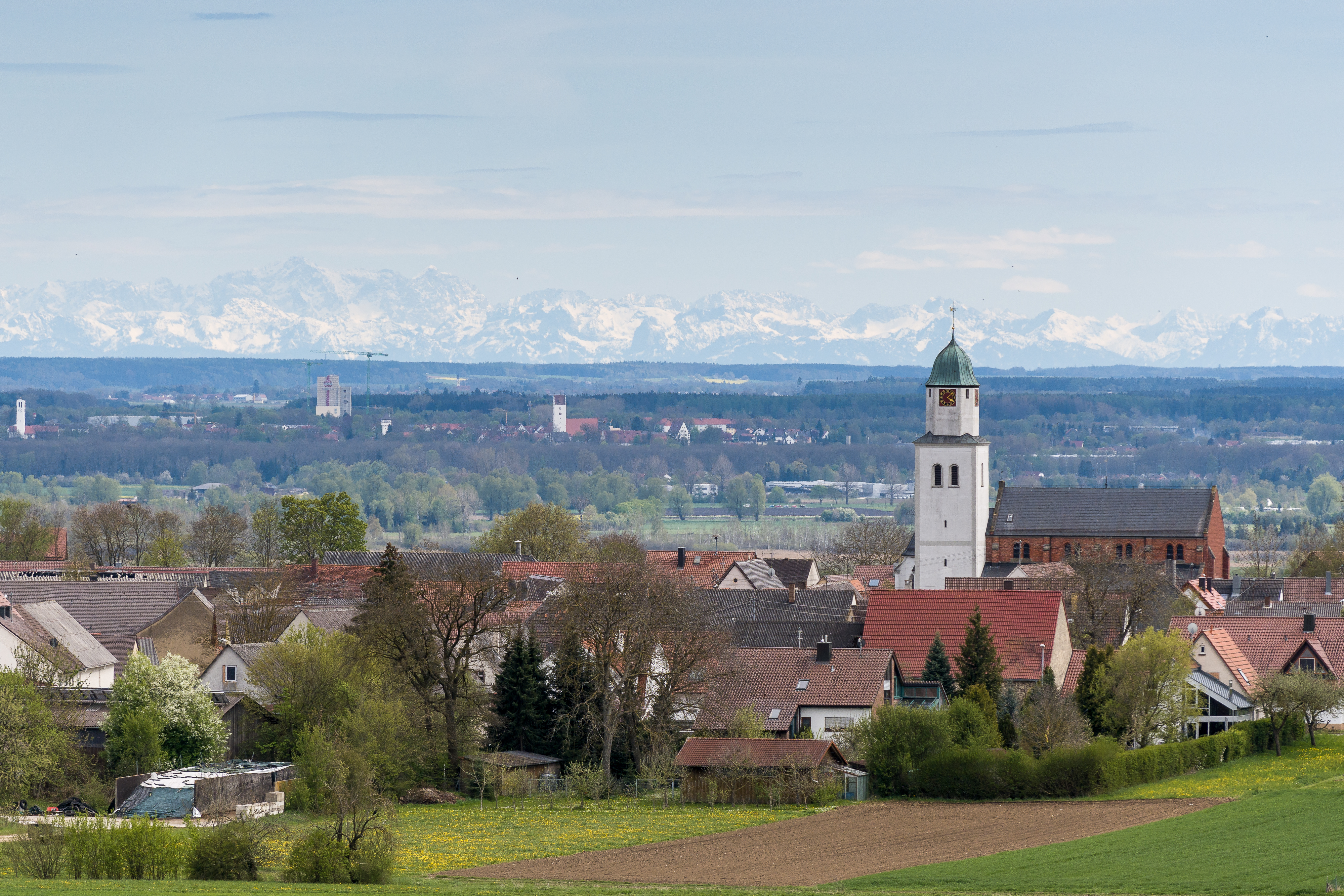
St. Georg in Rammingen

Die römisch-katholische Pfarrkirche St. Georg steht in Rammingen, einer Gemeinde im Alb-Donau-Kreis in Baden-Württemberg. Die Pfarrei gehört zum Dekanat Ehingen-Ulm der Diözese Rottenburg-Stuttgart. Das Bauwerk ist beim Landesamt für Denkmalpflege Baden-Württemberg als Baudenkmal eingetragen.

## Beschreibung
Die von Strebepfeilern gestützte Basilika wurde 1895 nach einem an Bauten der Backsteingotik angelehnten Entwurf von Joseph Cades errichtet. Vom Vorgängerbau wurden der eingezogene Chor mit Fünfachtelschluss im Osten des Langhauses und der Chorflankenturm an dessen Nordwand übernommen. Das Satteldach des quadratischen Chorflankenturms wurde 1934 durch ein achteckiges, mit einer Glockenhaube abgeschlossenes Geschoss mit der Turmuhr ersetzt.
Die vier Joche des Langhauses sind innen mit einem Kreuzrippengewölbe überspannt. Das Altarretabel des Hochaltars wurde von Johann Kaspar Sing gemalt. Die Kreuzwegstationen wurden von Konrad Huber gestaltet. Die Orgel wurde 1877 als Opus 78 von der Giengener Orgelmanufaktur Gebr. Link errichtet.